# Luigi Serristori
Luigi Serristori (Firenze, 1793 – Firenze, 1857) è stato un economista e politico italiano, del Granducato di Toscana, membro di una illustre famiglia fiorentina.

## Biografia
Fautore dello sviluppo ferroviario, di idee moderate, ricoprì incarichi amministrativi e di governo alla corte di Leopoldo II di Toscana.
Fu allievo della Scuola Normale napoleonica di Pisa negli «anni francesi» e vi conseguì il baccellierato in lettere e s'impegnò in studi di matematica e fisica. 
Dopo la caduta napoleonica viaggiò in Russia, rimanendovi per 10 anni, servendo entrò nell'esercito zarista (1819-29) ove raggiunse il grado di colonnello.
Nella celebre pubblicazione milanese: Annali Universali di statistica, economia pubblica, storia, viaggi e commercio del 1843 apparve il suo articolo Sulla possibilità di un'unione doganale tra gli stati italiani in cui propugnava l'unione doganale fra gli Stati in cui allora era divisa l'Italia e addirittura un'unione doganale con l'Austria.
Stranamente, per un competente uomo politico, utilizzò gli argomenti meno adatti per un lettore della corte viennese:
(corsivi non nell'originale).
Luigi, figlio del senatore Averardo e della marchesa Maria Lucrezia Pucci del ramo di Alessandro di Niccolò, fu nella Toscana preunitaria esponente del moderatismo e funzionario granducale. Rappresentò una personalità di confine, la cui visione politica conciliava conservatorismo e idee di modernizzazione, identità di ceto e senso dello stato, fedeltà dinastica e concezione di un potere pubblico dedito a migliorare le condizioni del popolo. Il Serristori dimostrò, inoltre, una devozione incrollabile verso lo stato lorenese, specialmente nel corso della sua rapida carriera. Nel 1840-45 fu Governatore di Siena e, poi, di Pisa dal gennaio 1846 al settembre 1847, e Ministro degli Esteri nel biennio 1847/48.
Di Luigi restano importanti scritti di natura sociale, di statistica e sulle relazioni commerciali ed economiche tra l'Italia e la Russia, che molto influirono sul progressismo ‘napoleonico’ di parte delle élite italiane. Fu, inoltre, molto interessato alla questione dell'istruzione popolare e collaborò agli Annali Universali di Statistica di Francesco Lampato e contribuì, in qualità di membro della prestigiosa Accademia dei Georgofili al progresso delle scienze e delle loro applicazioni all'agricoltura, alla tutela dell'ambiente, del territorio agricolo e allo sviluppo del mondo rurale.
Sulla figura di Luigi è possibile leggere alcuni ricordi nel diario del nobile bibliofilo russo Mikhaìl Dmitrievitch Buturlin: (...) Un podere separava villa Gondi da quella del marchese Giuseppe Pucci, uomo progressista all'interno della nobiltà fiorentina. Nell'autunno del 1818 gli venne l'idea di compiere un viaggio in Europa e visitare la Russia, per cui chiese ai miei parenti di fornirgli lettere di raccomandazione per i nostri conoscenti. Insieme con lui partiva un altro fiorentino, il conte Serristori, in seguito entrato al servizio della Russia… […] Alla fine di ottobre o nel novembre 1838 giunse a Firenze l'erede al trono di Russia (il futuro zar Alessandro II, nda) […] il conte Luigi Serristori, come ex generale dell'esercito russo, ritenne anch'egli d'obbligo presentarsi con la divisa dello stato maggiore con la quale era stato congedato (...)
La moglie Sofia, nata a Costantinopoli nel 1808, era figlia di Antonio Franchini, originario di Pistoia, Consigliere di Stato e Primo Dragomanno presso l'ambasciata russa in Turchia, e di Elisabetta Kiriko (o Chirico) di Giorgio e della baronessa Elisabetta Hubsh. I figli furono Maddalena, Sofia, Alfredo (1833 - 1857), Paolina (1831 - 1899), Maria, Balbina e Matilde.

## Opere
- Le rovine di Lizzano memoria del cav. Luigi Serristori di Firenze, Firenze, presso Pietro Allegrini alla Croce Rossa, 1815.
- Sopra i principj fondamentali della teoria delle funzioni analitiche di Lagrange, Firenze, Stamperia Arcivescovile alla Croce Rossa, 1816.
- Sopra le macchine a vapore. Saggio del cav. Luigi Serristori, Firenze, Stamperia Magheri da Badia, 1816.
- Statistica dell'Italia, contenente le statistiche del regno di Sardegna, del principato di Monaco, [...], del commercio dell'Italia con alcune delle principali nazioni, Firenze, Stamperia Granducale, 1835-1839.